# Наивна уметност

Начела наивне уметности
- То је делатност уметнички нешколованих
- Уметници су претежно из сеоских средина
- Карактеристичан је спонтани позив за уметничким радом, кроз који самоуки уметник своје основно занимање доживљава као личну инспирацију и поглед на свет, и начин на који саопштава свој доживљај живота, постојања и битисања.
- Одсутност норми свих званичних уметничких праваца
- Изолација сликара од уметничких тенденција времена
- Настојање да се што верније репродукује виђено
- Ограниченост уметника на себе самог
- Јак утицај фантастике, спајање иреалног са реалним
- Технички проблеми имају предност над естетским
- Занемаривање правила пропорције, односно боја...
- Животно дело наивних сликара не показује никакав развој, сем усавршавања технике и композиције.

Наивна уметност или наива је посебни сегмент уметности  века. Означава дела, најчешће самоуких уметника, која се не слажу са доминантним токовима у уметности свога доба.
Наивна уметност је аутономна уметност која постоји независно од јасно одређених одлика стила и уметничког образовања, одвојена од спољашњих утицаја. Изолована је – што као последицу има разноврсност ликовних решења. Не трпи правила – правила се обично откривају тек по завршетку сликарског чина. Немогуће је научити је – као што се ни таленат не може научити. Стихијска је у наступу рађања облика – јер је спонтана. Не жели да учи, већ нам, захваљујући необузданој машти стваралаца, намеће своје особено писмо и нове облике естетског.
Наивна уметност у принципу посвећује доста пажње детаљима, живим бојама, фолклорним мотивима и животу простог народа, нарочито сељака. 
Термин наивна је први пут употребљен у 19. веку као опис сликарства Анрија Русоа (Цариника) и сликара са Хаитија. 
Познати наивни уметници из 19. и прве половине 20. века су: Анри Русо, Серафин Луј, Андре Бошан и Фердинанд Шевал из Француске, Кандидо Лопез из Аргентине, Едвард Хикс и бака Мозес из САД, и Нико Пиросмани из Грузије. После Другог светског рата, појавили су се: Антонио Лигабуе из Италије, Ради Неделчев из Бугарске, Крсто Хегедушић, Иван Генералић и Иван Рабузин из Хрватске, Јанко Брашић и Зузана Халупова из Србије. 

## Галерија
- Едвард Хикс: Нојева барка
- Нико Пиросмани: Мајка и син
- „Идеална палата“ поштара Шевала
- Пејзаж из Пернамбука у Бразилу
- Харков: Папа Гуйе
- Косовски бој, Јанко Брашић
- Светлана Мориц Миладић: Odlazak na selo, ulje na platnu, 40x50cm, 2023.